# Coptotriche szoecsi
Coptotriche szoecsi is een vlinder uit de familie vlekmineermotten (Tischeriidae). De wetenschappelijke naam is voor het eerst geldig gepubliceerd in 1961 door Kasy.
De soort komt voor in Europa.